# Fra Puppe til Sommerfugl
Fra Puppe til Sommerfugl er en dansk stum kærligheds-dramafilm fra 1908 af produceret af Nordisk Films Kompagni og instrueret af Viggo Larsen.
Filmen blev i engelsktalende lande distribueret som The pupa changes into a butterfly. 

## Handling
Det unge bondepige Signe kommer til storbyen, hvor hun forsøger at falde til. Hun er kejtet og usikker. På en danserestaurant møder hun en ung mand, der får ondt af den klodsede bondepige, og hjælper hende til at komme på plads i storbyen med et lille hjem. Signe er vokset og nu en respektabel kvinde. Den unge mands far kommer imidlertid pludselig forbi, og ønsker at skille parret ad. Det lykkes dog ikke, og parret står sammen. Signe besvimer, og læger forklarer, at det eneste, der er  at gøre er at få det unge par gift, hvilket faderen giver sin tilladelse til. 
I næste scene er der gået to år og den lille familie går tur med deres lille datter. Den unge mands far går med og er glad for sit barnebarn, og Signes mor er også med følget og græder af glæde over sin datters lykke.